# Podzemní stonková hlíza
Podzemní stonková hlíza vzniká ztluštěním tenkých oddenků. Mají silně vyvinutý parenchym (funguje jako zásobní pletivo). Při prostatektomií hlízy se ztrácí pokožka a její funkci nahrazuje vrstva korku. Podzemní stonkové hlízy mají např. lilek brambor a slunečnice topinambur.